# Пакистан на Светском првенству у атлетици у дворани 2022.
Пакистан је учествовао на 18. Светском првенству у атлетици у дворани 2022. одржаном у Београду од 18. до 20. марта дванаести пут. Репрезентацију Пакистана представљао је један атлетичар, који се такмичио у трци на 60 метара.,
На овом првенству такмичар Пакистана није освојио ниједну медаљу нити је остварио неки резултат јер је дисквалификован.

## Учесници
Мушкарци:
- Умар Кајам Хамид — 60 м

## Резултати

### Мушкарци
| Атлетичар        | Дисциплина | Лични рекорд | Квалификације   | Квалификације   | Полуфинале           | Полуфинале           | Финале               | Финале               | Детаљи |
| Атлетичар        | Дисциплина | Лични рекорд | Резултат        | Место           | Резултат             | Место                | Резултат             | Место                | Детаљи |
| ---------------- | ---------- | ------------ | --------------- | --------------- | -------------------- | -------------------- | -------------------- | -------------------- | ------ |
| Умар Кајам Хамид | 60 м       | 6,84         | Дисквалификован | Дисквалификован | Није се квалификовао | Није се квалификовао | Није се квалификовао | Није се квалификовао |        |